# Ramy Bensebaini
Amir Selmane Ramy Bensebaïni (arabisk: أمير رامي بن سبعيني; født 16. april 1995) er en algerisk professionel fodboldspiller, som spiller for Bundesliga-klubben Borussia Dortmund og Algeriets landshold.

## Klubkarriere

### Tidlige karriere
Bensebaini begyndte sin karriere hos Paradou AC i hjemlandet. Han blev i 2014 udlejet til belgiske Lierse. Han blev igen udlejet i 2015, denne gang til Montpellier.

### Stade Rennais
Bensebaini skiftede i juli 2016 til Stade Rennais på en fast aftale.

### Borussia Mönchengladbach
Bensebaini skiftede i august 2019 til Borussia Mönchengladbach. Efter mere end 100 kampe for klubben, så forlod han klubben ved kontraktudløb ved udgangen af 2022-23 sæsonen.

### Borussia Dortmund
Det blev i juni 2023 annonceret, at Bensebaini ville skifte til Borussia Dortmund på en fri transfer.

## Landsholdskarriere

### Ungdomslandshold
Bensebaini har spillet tre kampe for Algeriets U/23-landshold.

### Seniorlandshold
Bensebaini debuterede for Algeriets landshold den 7. januar 2017. Han har været del af Algeriets trup til flere international tuneriger, herunder Africa Cup of Nations 2019, som Algeriet vandt.

## Titler
Stade Rennais
- Coupe de France: 1 (2018-19)

Algeriet
- Africa Cup of Nations: 1 (2019)